# 国道372号

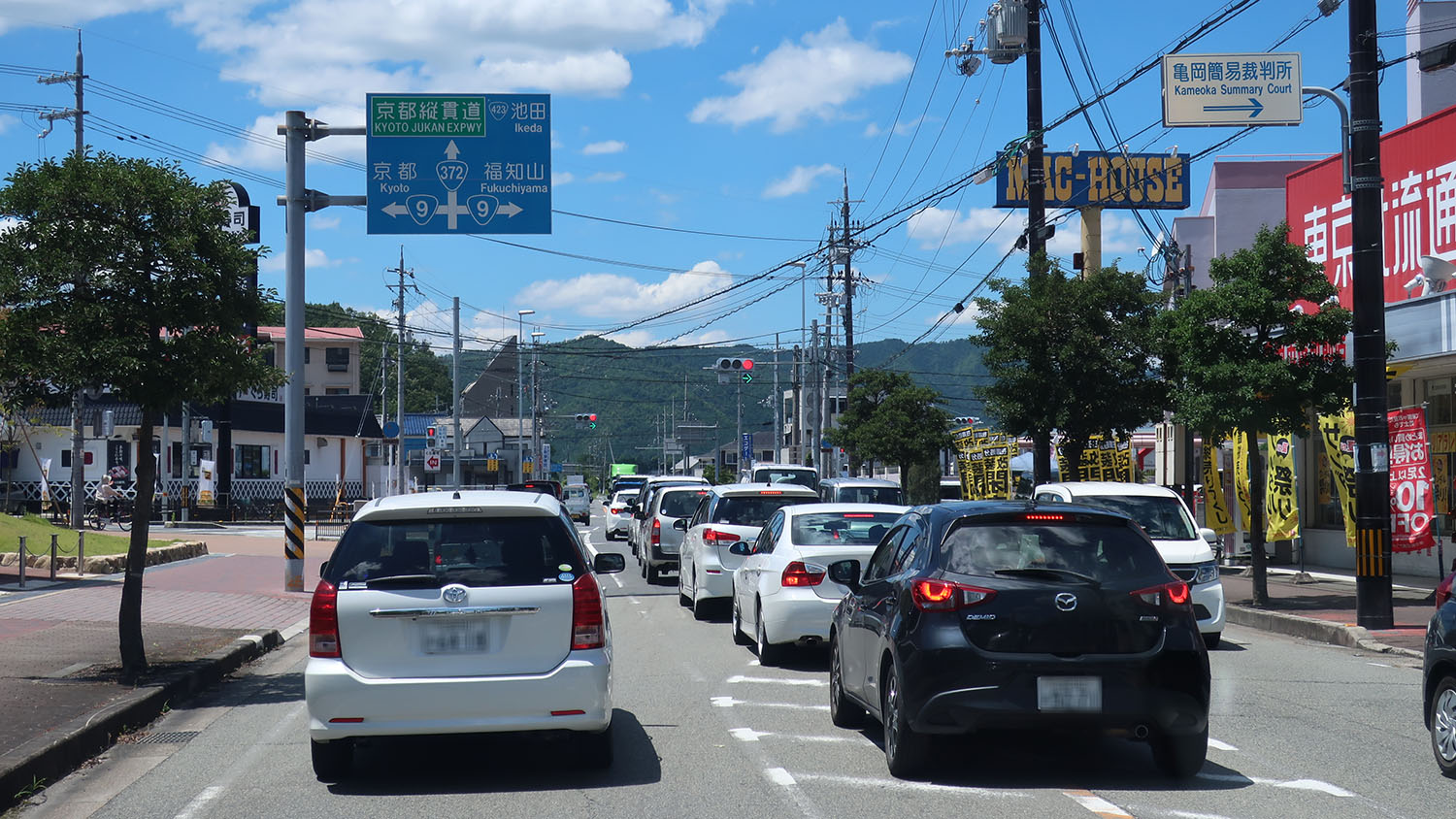
国道372号 起点
京都府亀岡市 加塚交差点

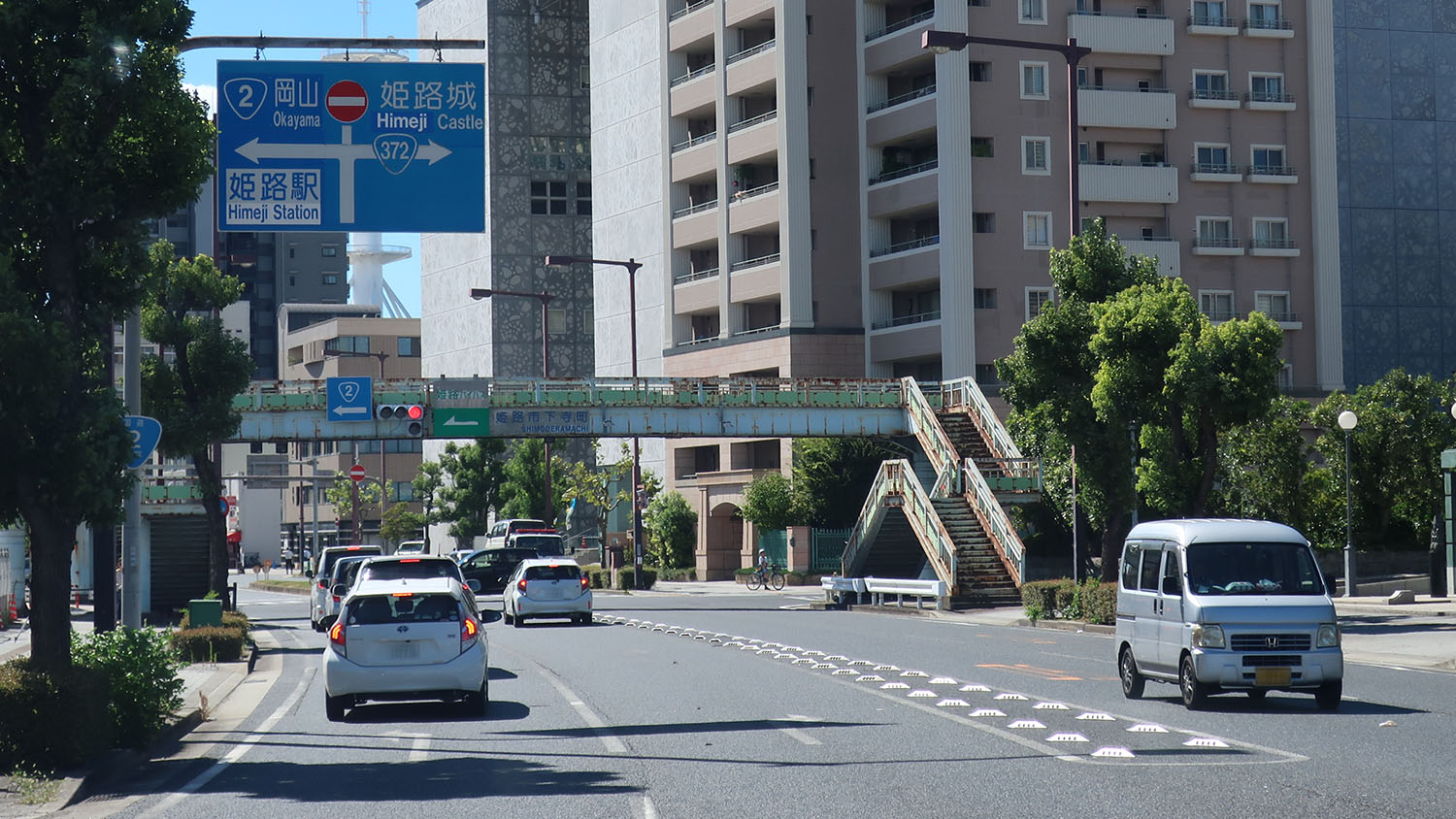
国道372号 終点
兵庫県姫路市 下寺町交差点

国道372号（こくどう372ごう）は、京都府亀岡市から兵庫県姫路市に至る一般国道である。

## 概要

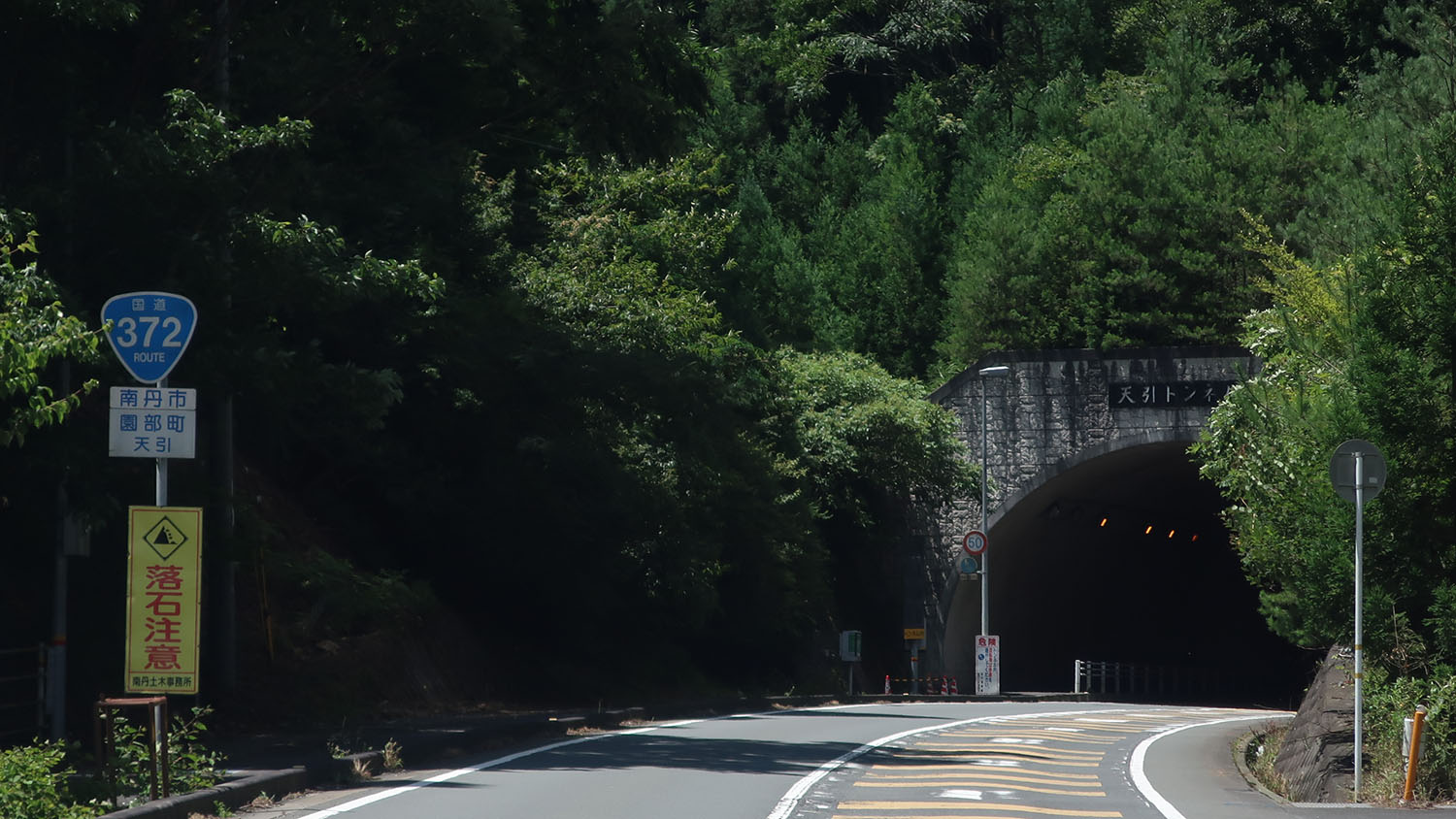
天引トンネル付近
京都府南丹市園部町天引

東の京都から西の姫路まで、国道9号を併用することで阪神間の大都市圏を通過せずに東海道と山陽道の往来が可能である。1995年（平成7年）に発生した兵庫県南部地震（阪神・淡路大震災、以下「震災」と表記。）の際には国道2号や阪神高速道路をはじめとした東西の交通が寸断されたことから、被災した中国自動車道とともに国道372号全線が東西の通過交通対策ルートに指定され、代替機能を担うこととなった。また、大阪・京都から山陽への主要迂回路としては、篠山町の国道173号交点から終点の姫路市までが指定され、周辺の主要な交差点67箇所に案内看板が設置されたほか、ルートマップの配布や日本道路交通情報センターの放送によって広く周知を図られたこともあり、大型車を中心に交通量が増加し、交通量を測定した篠山町および姫路市ではいずれも約6割の増加が認められたが、当時未改良区間が多く残存していた篠山町においては目立った渋滞は発生していなかったとしている。なお、主要迂回路から外れた亀岡市から丹波篠山市にかけては、京都府と兵庫県の県境になっている天引峠直下を貫通する天引トンネルが当時は存在せず、幅員狭小かつ急曲線な天引峠を越える山道であった。
防災面では、京都府では第一次緊急輸送道路に指定されており、兵庫県では地域防災計画および緊急輸送道路ネットワーク計画の路線として位置づけられている。

### 路線データ
一般国道の路線を指定する政令に基づく起終点および重要な経過地は次のとおり。
- 起点：亀岡市（加塚交差点 = 国道9号交点、国道423号終点）
- 終点：姫路市（下寺町交差点 = 国道2号交点）
- 重要な経過地：京都府船井郡園部町[注釈 4]、兵庫県多紀郡篠山町[注釈 2]、同郡丹南町[注釈 2]、同県加東郡社町[注釈 5]、加西市
- 総延長 : 97.5 km（京都府 21.0 km、兵庫県 76.5 km）重用延長を含む。[8][注釈 6]
- 重用延長 : 1.5 km（京都府 - km、兵庫県 1.5 km）[8][注釈 6]
- 未供用延長 : なし[8][注釈 6]
- 実延長 : 96.9 km（京都府 21.0 km、兵庫県 75.9 km）[8][注釈 6]
  - 現道 : 87.3 km（京都府 20.6 km、兵庫県 66.7 km）[8][注釈 6]
  - 旧道 : 1.7 km（京都府 0.4 km、兵庫県 1.2 km）[8][注釈 6]
  - 新道 : 7.9 km（京都府 - km、兵庫県 7.9 km）[8][注釈 6]
- 指定区間：なし[9]

## 歴史
- 1974年（昭和49年）11月12日 - 政令第364号により一般国道372号（京都府亀岡市 - 兵庫県姫路市）の指定が公布された。

前身は主要地方道三田園部線（兵庫10号、京都20号）、主要地方道5号姫路社丹南線、一般府道118号亀岡天引線。これらの府県道は1977年（昭和52年）3月までに廃止された。
- 1975年（昭和50年）4月1日 - 一般国道372号が制定施行。
- 2017年（平成29年）9月2日 - 10月31日まで花田バイパスの小川橋が補修・耐震補強工事のため終日通行止め[10]。

## 路線状況
概要で既述のとおり、兵庫県南部地震（阪神・淡路大震災）の際に東西の動脈として代替路線として活用されたことから、災害時の代替路線として、また緊急輸送道路として道路整備の必要性が見直され、震災の翌年にあたる1996年（平成8年）から相次いでバイパス道路建設や道路拡幅工事の事業が開始されたことで各所に点在していた幅員狭小箇所や線形不良箇所が解消されてきた。また、野村河高バイパスの旧道となる社町駅東方のクランク箇所付近が2005年（平成17年）4月に拡幅されて離合困難が解消されるなど、バイパス建設以外の整備工事も実施されている。
交通量の傾向として、一部では大型車が約2割に達する区間もあり、この理由として震災以降に定着したという見方とともに、高速道路の利用を避ける車両の流入もあるという見方もある。

### 別名
俗称として「さんななに」と呼称されることがある。篠山を視点に京都へ至る街道の歴史的な名称として「西京街道」があり、丹波篠山市福住の旧道沿いに展開する旧宿場町とその周辺の町並みを重要伝統的建造物群保存地区とするよう、2012年（平成24年）10月19日に開催された国の文化審議会で田中眞紀子文部科学大臣に答申した。一方で、亀岡を視点にすると「篠山街道」と称される。
また、丹波篠山市内では、シーニックバイウェイに指定されているたんば三街道のひとつとして「デカンショ街道」の愛称が付与されている。このデカンショとは、丹波篠山市を中心に唄われるデカンショ節という民謡を指す。

### バイパス

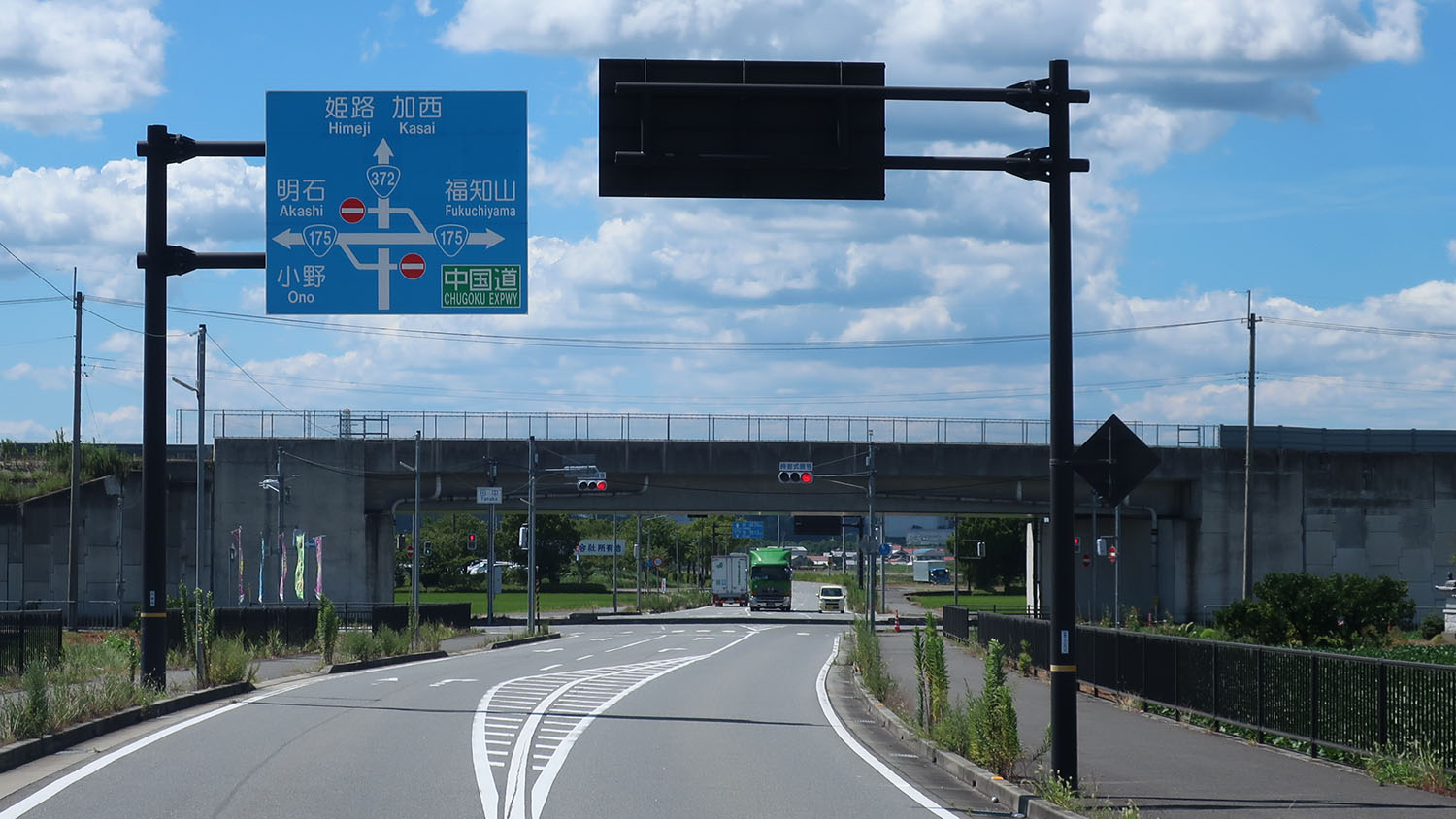
社バイパス
(国道175号との交差)
兵庫県加東市田中

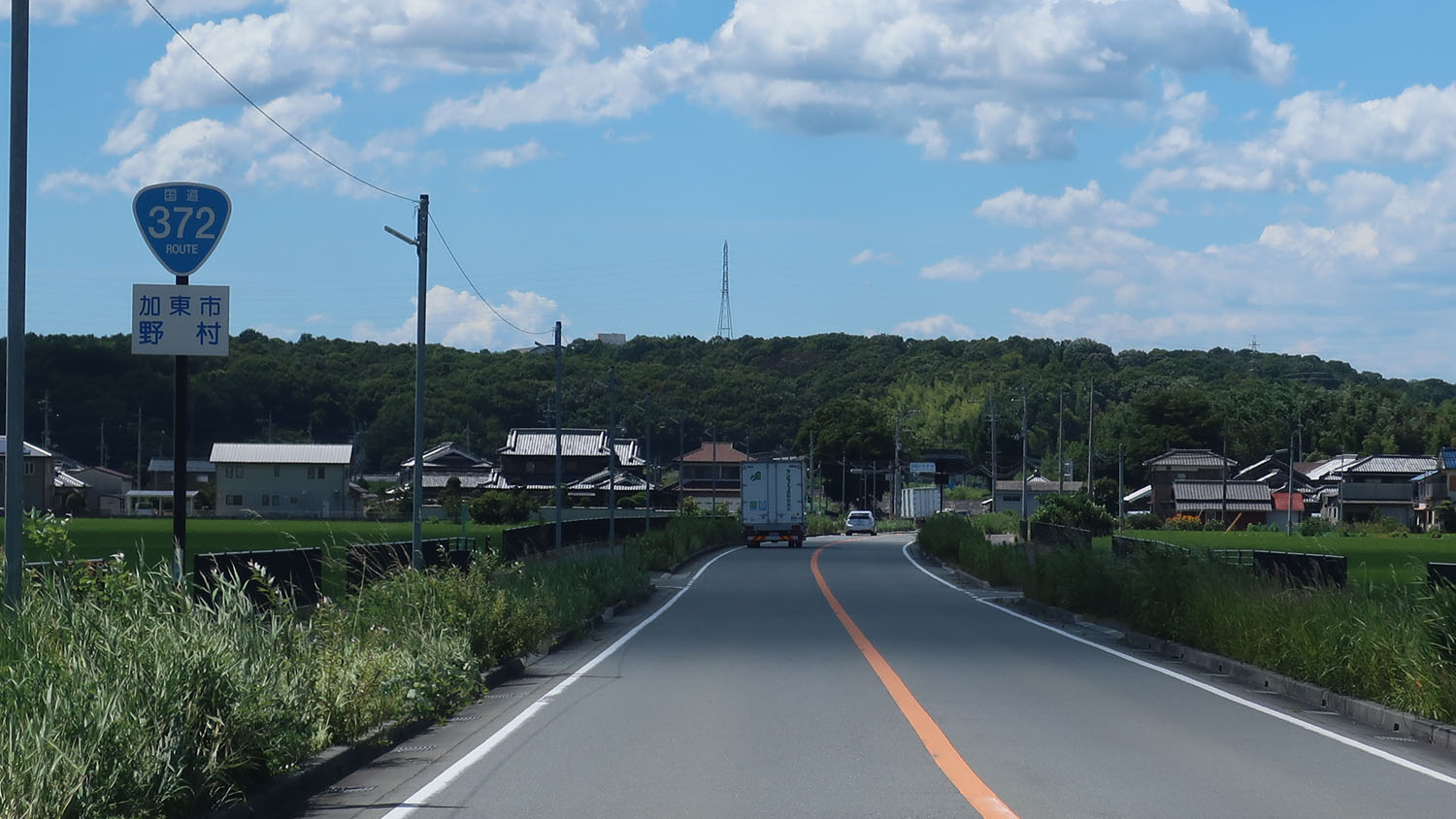
野村河高バイパス
兵庫県加東市野村

湯の花拡幅 - 亀岡園部バイパス
湯の花拡幅（ゆのはなかくふく）は京都府亀岡市薭田野町柿花から同市本梅町に至る計画延長1.100 kmの道路改良事業である。1995年（平成7年）に事業着手し、当初は2012年（平成24年）度に完成供用を予定していたが、実際には2014年4月に供用を開始した。沿道に湯の花温泉が立地する当地では、山と河川に挟まれたわずかな空間に敷設されている道路は幅員3 - 6 mの狭隘かつ線形不良な離合困難箇所を抱えていた、道路拡幅工事のほか、一部は山内川の対岸に新道を築造してこれらを解消する計画となっていた。
亀岡園部バイパス（かめおかそのべバイパス）は亀岡市本梅町平松泥ケ渕から南丹市園部町埴生に至るバイパス道路である。1994年（平成6年）に開通した。旧道当時は、亀岡市宮前町宮川から同市東本梅町赤熊にかけて、府道園部能勢線（現在の国道477号の一部）と重用区間となっていた。
南八田道路 - 天引道路
南八田道路（みなみはつたどうろ）は京都府南丹市園部町南八田から同市園部町天引にかけての延長1.300 kmのバイパス道路である。最小幅員の5.1 mは道路構造令に準拠せず、最小半径も18 mと狭小かつ線形不良な道路であるため、新たなバイパス道路の建設を2008年に事業着手した。2021年（令和3年）3月28日に全線開通。
天引道路（あまびきどうろ）は京都府南丹市園部町天引から兵庫県丹波篠山市西野々に至る延長3.950 kmのバイパス道路である。南八田道路から連続しており、1995年に事業着手した天引トンネルを含む第1工区と2003年に事業着手した天引大橋を含む第2工区に分別される。。かつての旧道は天引峠を通過する山道で、同区間は異常気象時通行規制を抱えていたため、交通の円滑化を目的としてバイパス道路が建設された。天引峠両府県にまたがる延長636 mの天引トンネルを含む第1工区2.090 kmは2003年（平成15年）11月22日に供用を開始して峠区間を解消し、人家連担地区を迂回する第2工区1.860 kmは2009年（平成21年）3月20日に完成供用した。
日置バイパス
日置バイパス（ひおきバイパス）は、兵庫県丹波篠山市辻から同市八上上に至る延長4.550 kmのバイパス道路である。2007年（平成19年）7月1日に全線で完成供用された。
当該区間の旧道は人家連担地区を通過する狭小な道路で、大型車の混入率が約20 %あり、沿道の安全を脅かしていたため、積極的に事業を推進してきた。
ほぼ中間地点の上宿交差点で旧道と交差しており、当地を境に1996年（平成8年）に事業着手した2.200 kmの西工区と1999年（平成11年）に着工した2.350 kmの東工区からなる。工事は西工区からはじまり、1999年（平成11年）3月に供用を開始し、東工区も旧道と交差する辻交差点から東側で2005年（平成17年）3月に部分開通していた。
丹南バイパス
丹南バイパス（たんなんバイパス）は、兵庫県丹波篠山市栗栖野（くりすの）から同市不来坂（このさか）で事業中の計画延長3.200 kmのバイパス道路である。1996年（平成8年）に事業着手し、国道176号との重用区間を挟み、起点側は波賀野工区、終点側は不来坂工区としてそれぞれ事業が進められており、2011年現在は先行実施の波賀野工区の一部区間で供用開始している。また、波賀野工区で実施された発掘調査では、縄文時代および古墳時代の遺跡が明らかになっており、特に縄文時代の遺構からは住居、埋葬・祭祀、生産に関する遺品が出土しており、これらが同一遺跡内で出土した事例は兵庫県内で2例目である。
社バイパス - 野村河高バイパス
社バイパス（やしろバイパス）は兵庫県加東市木梨から同市田中に至る延長2.810 kmのバイパス道路である。2010年（平成22年）12月24日に完成供用し、終点側で後述の野村河高バイパスと接続している。
社バイパスの旧道は加東市役所の立地する旧社町の人家商店が連担する中心市街地を通過し、歩道の未整備部分や屈曲点を5箇所も抱えていたため、安全で円滑な交通を確保すべく、抜本的な道路整備が課題となっていた。そこでバイパスの建設が検討されることとなったが、近隣に一定距離を町道として供用開始していた都市計画道路社外環状線が野村河高バイパスの計画線と接続していたこともあり、短期間での完成が見込めることから同路線の一部をバイパス整備に組み込むこととなった。このため、兵庫県が整備したのは全長2.810 kmのうち、2009年（平成21年）に供用を開始した山国工区0.530 kmと2010年（平成22年）に供用を開始した田中工区0.650 kmの計1.180 kmのみであったため、野村河高バイパスより後発かつ長距離の事業ながら短期間で完成供用された。
野村河高バイパス（のむらこうたかバイパス）は同市野村から同市河高に至る計画延長2.290 kmのバイパス道路建設事業である。1996年（平成8年）に事業着手して起点側（社バイパス接続側）から工事が進められ、2005年（平成17年）6月には起点側の1.0 km（新設区間0.2 kmと既存町道利用0.8 km区間）が開通した。供用中の旧道区間では加古川を跨ぐ福田橋の老朽化が進行しているため新しい橋として延長215 mの加東大橋が建設中であり、それを含めた終点寄り1.290 km区間が2012年12月2日に開通した。
小原豊国バイパス - 花田バイパス
小原豊国バイパス（おはらとよくにバイパス）は、姫路市飾東町小原から同市飾東町豊国で事業中の計画延長6.164 kmのバイパス道路および拡幅道路事業である。起点側から小原バイパス工区2.314 km、山崎八重畑現道拡幅工区1.650 km、豊国バイパス工区2.200 kmからなり、終点側で花田バイパスと連続する。1996年（平成8年）に事業着手し、小原バイパス工区は2002年（平成14年）、豊国バイパス工区は2007年（平成19年）にそれぞれ供用を開始し、完成供用は2014年（平成26年）度を予定している。
花田バイパス（はなだバイパス）は、姫路市飾東町豊国から同市花田町小川に至る2.7 kmのバイパス道路である。1996年（平成8年）に完成供用した。1989年（平成元年）12月に完成した市川を跨ぐ新小川橋西詰で現道に復しており、当該交差点は渋滞交差点として兵庫県による渋滞交差点解消プログラムの対象となっている。

### 重複区間
- 国道423号（京都府亀岡市・加塚交差点（起点） - 亀岡市・重利交差点）
- 国道477号（京都府亀岡市・宮前交差点 - 南丹市・埴生1交差点）
- 国道173号（兵庫県丹波篠山市・安田西交差点 - 丹波篠山市・小野新交差点）
- 国道176号（兵庫県丹波篠山市・波賀野交差点 - 丹波篠山市・古市交差点）

### 交通量
平日24時間交通量（台）（上下合計）

| 地点                            | 平成17年度 （2005年度） | 平成22年度（2010年度） | 平成22年度（2010年度） | 備考                       | 所在地 |
| ------------------------------- | ----------------------- | ---------------------- | ---------------------- | -------------------------- | ------ |
| 地点                            | 平成17年度 （2005年度） | 台数                   | 混雑度                 | 備考                       | 所在地 |
| 亀岡市余部町風ノ口1             | 15,002                  | 13,586                 | 0.84                   |                            | 京都府 |
| 亀岡市曽我部町穴太土淵33-1      | 12,116                  | 12,894                 | 0.82                   |                            | 京都府 |
| 亀岡市ひえ田野町柿ノ花宮ノ奥2-4 | 12,116                  | 04,845                 | 0.43                   |                            | 京都府 |
| 亀岡市東本梅町赤熊美ノ田        | 06,376                  | 06,762                 | 0.63                   |                            | 京都府 |
| 南丹市園部町南八田縄手37        | 03,120                  | 03,515                 | 0.36                   |                            | 京都府 |
| 南丹市園部町天引                | 03,799                  | 03,447                 | 0.59                   |                            | 京都府 |
| 丹波篠山市川原                  | 04,029                  | 04,823                 | 0.53                   |                            | 兵庫県 |
| 丹波篠山市川原                  | 05,016                  | 04,823                 | 0.53                   |                            | 兵庫県 |
| 丹波篠山市日置                  | 10,006                  | 09,263                 | 0.72                   |                            | 兵庫県 |
| 丹波篠山市栗栖野                | 07,640                  | 06,143                 | 0.65                   |                            | 兵庫県 |
| 加東市馬瀬                      | 04,924                  | 04,296                 | 0.56                   |                            | 兵庫県 |
| 加東市木梨                      | 07,193                  | 07,487                 | 0.98                   |                            | 兵庫県 |
| 加東市山国                      | -                       | 06,642                 | 0.60                   | 前回調査時、バイパス未開通 | 兵庫県 |
| 加東市高岡                      | 14,182                  | 13,041                 | 1.15                   |                            | 兵庫県 |
| 加西市鶉野町                    | 08,292                  | 06,629                 | 0.72                   |                            | 兵庫県 |
| 姫路市飾東町山崎                | 17,716                  | 14,954                 | 1.50                   |                            | 兵庫県 |
| 姫路市花田町小川                | 20,824                  | 18,903                 | 1.39                   |                            | 兵庫県 |
| 姫路市花田町小川                | 13,873                  | 11,836                 | 1.31                   |                            | 兵庫県 |
| 姫路市五軒邸2丁目               | 15,762                  | 14,230                 | 1.11                   |                            | 兵庫県 |

## 地理

### 通過する自治体
- 京都府
  - 亀岡市 - 南丹市
- 兵庫県
  - 丹波篠山市 - 加東市 - 小野市 - 加東市 - 加西市 - 姫路市

### 交差する道路
| 交差する道路                                          | 交差する場所 | 交差する場所 | 交差する場所     | 備考                                         |
| ----------------------------------------------------- | ------------ | ------------ | ---------------- | -------------------------------------------- |
| 国道9号                                               | 京都府       | 亀岡市       | 加塚             | ※ここから重利まで国道423号と重複             |
| 国道423号 E9 京都縦貫自動車道亀岡IC                   | 京都府       | 亀岡市       | 重利             |                                              |
| 国道477号                                             | 京都府       | 亀岡市       | 宮前             | ※ここから南丹市埴生1まで国道477号と重複      |
| 京都府道73号宮前千歳線                                | 京都府       | 亀岡市       | 宮川             |                                              |
| 国道477号                                             | 京都府       | 南丹市       | 埴生1            |                                              |
| 京都府道・大阪府道54号園部能勢線                      | 京都府       | 南丹市       | 天引             | ※ここからるり渓口まで京都府道54号と重複      |
| 京都府道・大阪府道54号園部能勢線                      | 京都府       | 南丹市       | るり渓口         |                                              |
| 国道173号                                             | 兵庫県       | 丹波篠山市   | 安田西           | ※ここから小野新まで国道173号と重複           |
| 国道173号                                             | 兵庫県       | 丹波篠山市   | 小野新           |                                              |
| 兵庫県道12号川西篠山線                                | 兵庫県       | 丹波篠山市   | 日置北           |                                              |
| 兵庫県道77号篠山山南線                                | 兵庫県       | 丹波篠山市   | 八上下           |                                              |
| 兵庫県道49号三田篠山線                                | 兵庫県       | 丹波篠山市   | 小枕             |                                              |
| 国道176号                                             | 兵庫県       | 丹波篠山市   | 波賀野           | ※ここから古市まで国道176号と重複             |
| 国道176号                                             | 兵庫県       | 丹波篠山市   | 古市             |                                              |
| 兵庫県道181号古市停車場線                             | 兵庫県       | 丹波篠山市   | （古市）         |                                              |
| 兵庫県道292号下立杭柏原線                             | 兵庫県       | 丹波篠山市   | 上小野原         |                                              |
| 兵庫県道141号黒石三田線                               | 兵庫県       | 丹波篠山市   | 本荘             |                                              |
| 兵庫県道311号上鴨川木津線 兵庫県道566号上鴨川西脇線   | 兵庫県       | 加東市       | 上鴨川           |                                              |
| 兵庫県道144号西脇口吉川神戸線                         | 兵庫県       | 加東市       | 上三草           |                                              |
| 兵庫県道17号西脇三田線                                | 兵庫県       | 加東市       | 藤田             |                                              |
| 兵庫県道564号厚利社線                                 | 兵庫県       | 加東市       | 嬉野             |                                              |
| 兵庫県道85号神戸加東線                                | 兵庫県       | 加東市       | 山国             |                                              |
| 兵庫県道567号東古瀬穂積線                             | 兵庫県       | 加東市       | 山国西           |                                              |
| 国道175号 国道427号                                   | 兵庫県       | 加東市       | 田中             |                                              |
| 兵庫県道204号社町停車場線                             | 兵庫県       | 加東市       | 貝原野村         |                                              |
| 兵庫県道349号市場多井田線                             | 兵庫県       | 加東市       | 河高             |                                              |
| 兵庫県道371号高岡北条線                               | 兵庫県       | 加東市       | 高岡             |                                              |
| 兵庫県道79号高砂加古川加西線                          | 兵庫県       | 加西市       | 繁昌             |                                              |
| 兵庫県道23号三木宍粟線                                | 兵庫県       | 加西市       | 下宮木           | ※ここから加西中野まで兵庫県道23号と重複      |
| 兵庫県道23号三木宍粟線                                | 兵庫県       | 加西市       | 加西中野         |                                              |
| 兵庫県道81号小野香寺線                                | 兵庫県       | 加西市       | （東笠原町）     | ※ここから善防まで兵庫県道81号と重複          |
| 兵庫県道716号玉野倉谷線                               | 兵庫県       | 加西市       | 法華口           |                                              |
| 兵庫県道43号高砂北条線 兵庫県道81号小野香寺線         | 兵庫県       | 加西市       | 善防             | ※ここから三口まで兵庫県道43号と重複          |
| 兵庫県道43号高砂北条線                                | 兵庫県       | 加西市       | 三口             |                                              |
| 兵庫県道206号法華山線                                 | 兵庫県       | 加西市       | 三口西           |                                              |
| 兵庫県道372号山下飾東線 兵庫県道515号小原宝殿停車場線 | 兵庫県       | 姫路市       | 小原             |                                              |
| 兵庫県道388号飾東宝殿停車場線                         | 兵庫県       | 姫路市       | 八重畑           |                                              |
| 兵庫県道396号豊富御国野線                             | 兵庫県       | 姫路市       | （飾東町八重畑） | ※ここから飾東町佐良和まで兵庫県道396号と重複 |
| E2 山陽自動車道山陽姫路東IC 兵庫県道396号豊富御国野線 | 兵庫県       | 姫路市       | （飾東町佐良和） |                                              |
| 兵庫県道65号神戸加古川姫路線                          | 兵庫県       | 姫路市       | （飾東町豊国）   |                                              |
| 兵庫県道397号花田御着停車場線                         | 兵庫県       | 姫路市       | 上原田           |                                              |
| 兵庫県道398号花田野里線                               | 兵庫県       | 姫路市       | 花田小学校北     | ※ここから花田町小川まで兵庫県道398号と重複   |
| 兵庫県道398号花田野里線                               | 兵庫県       | 姫路市       | （花田町小川）   |                                              |
| 国道312号                                             | 兵庫県       | 姫路市       | 二本松           |                                              |
| 国道2号 兵庫県道219号姫路停車場線                     | 兵庫県       | 姫路市       | 下寺町           |                                              |

※ 交差する場所の括弧書きは地名、それ以外は交差点名で表示

## ギャラリー

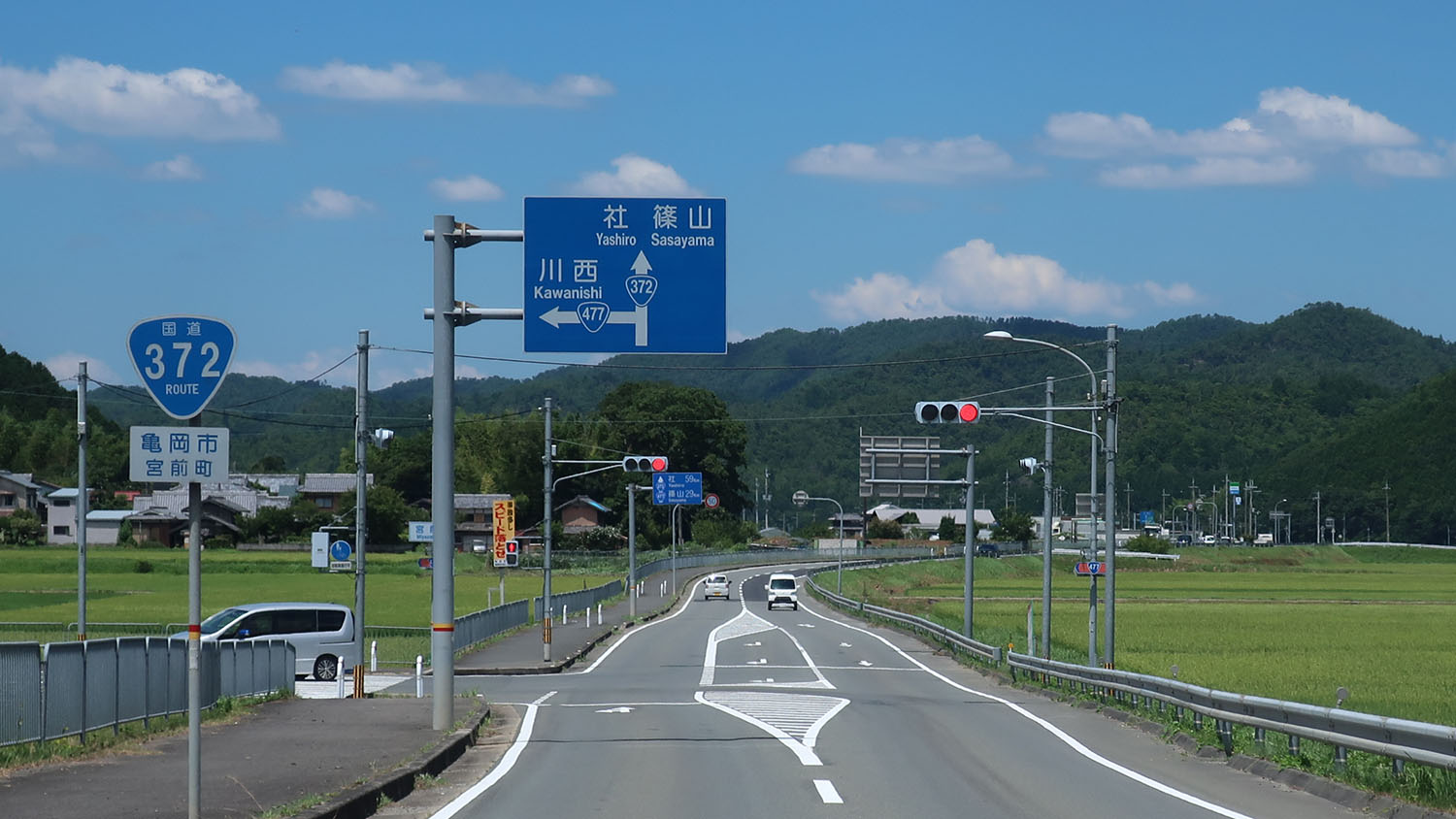
国道477号との分岐 京都府亀岡市宮前町
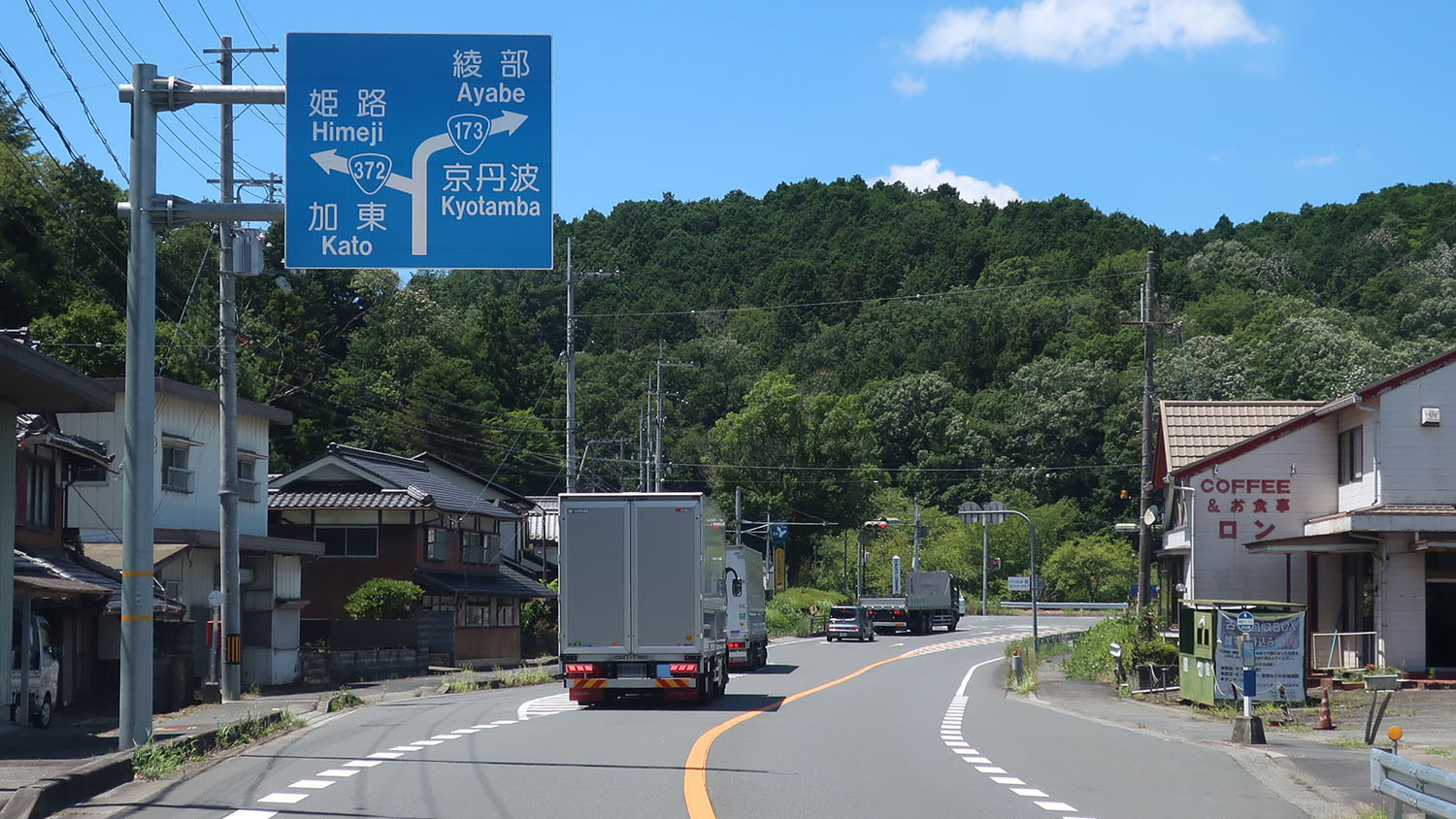
国道173号との分岐 兵庫県篠山市小野奥谷
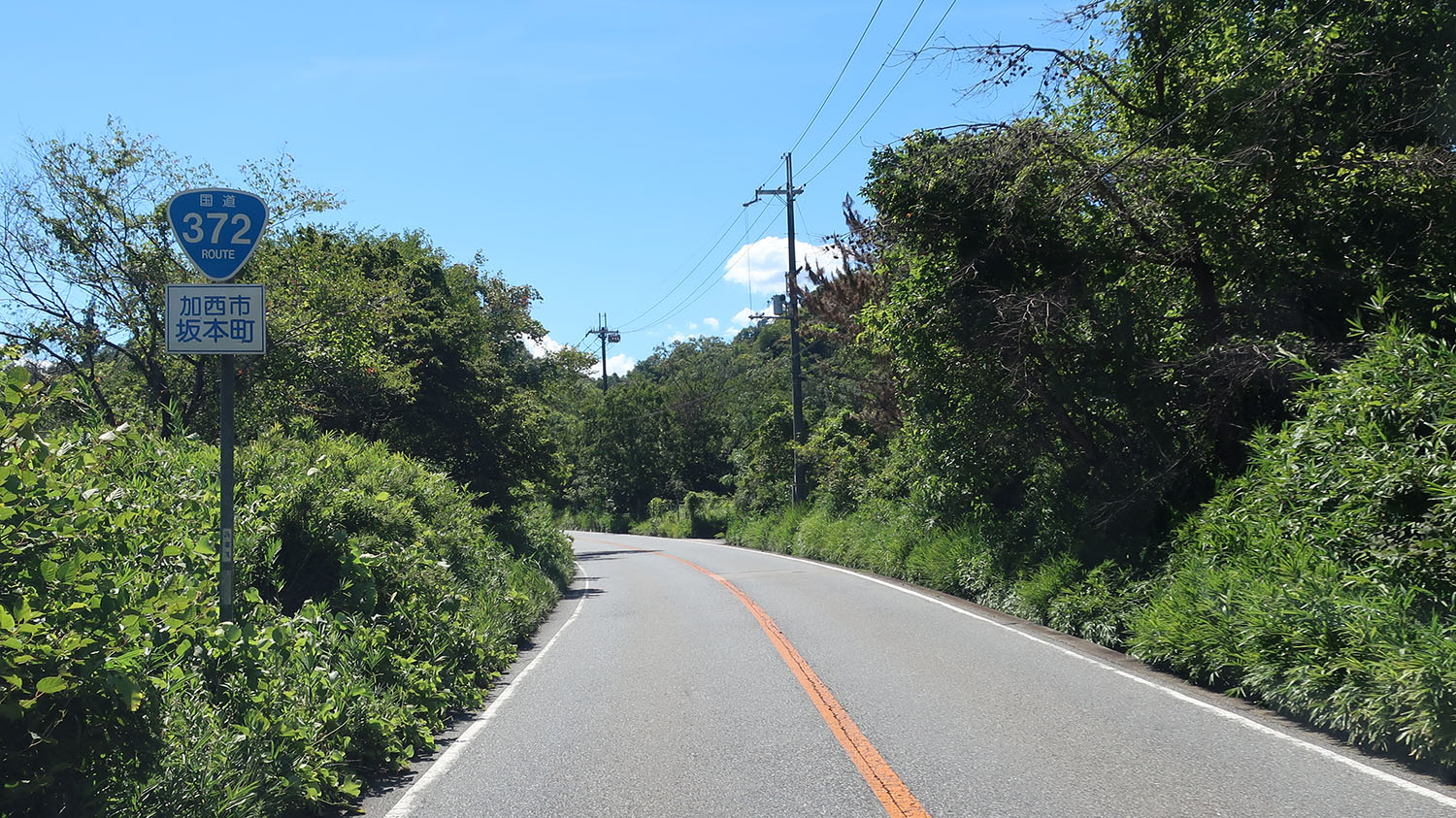
兵庫県加西市三口町
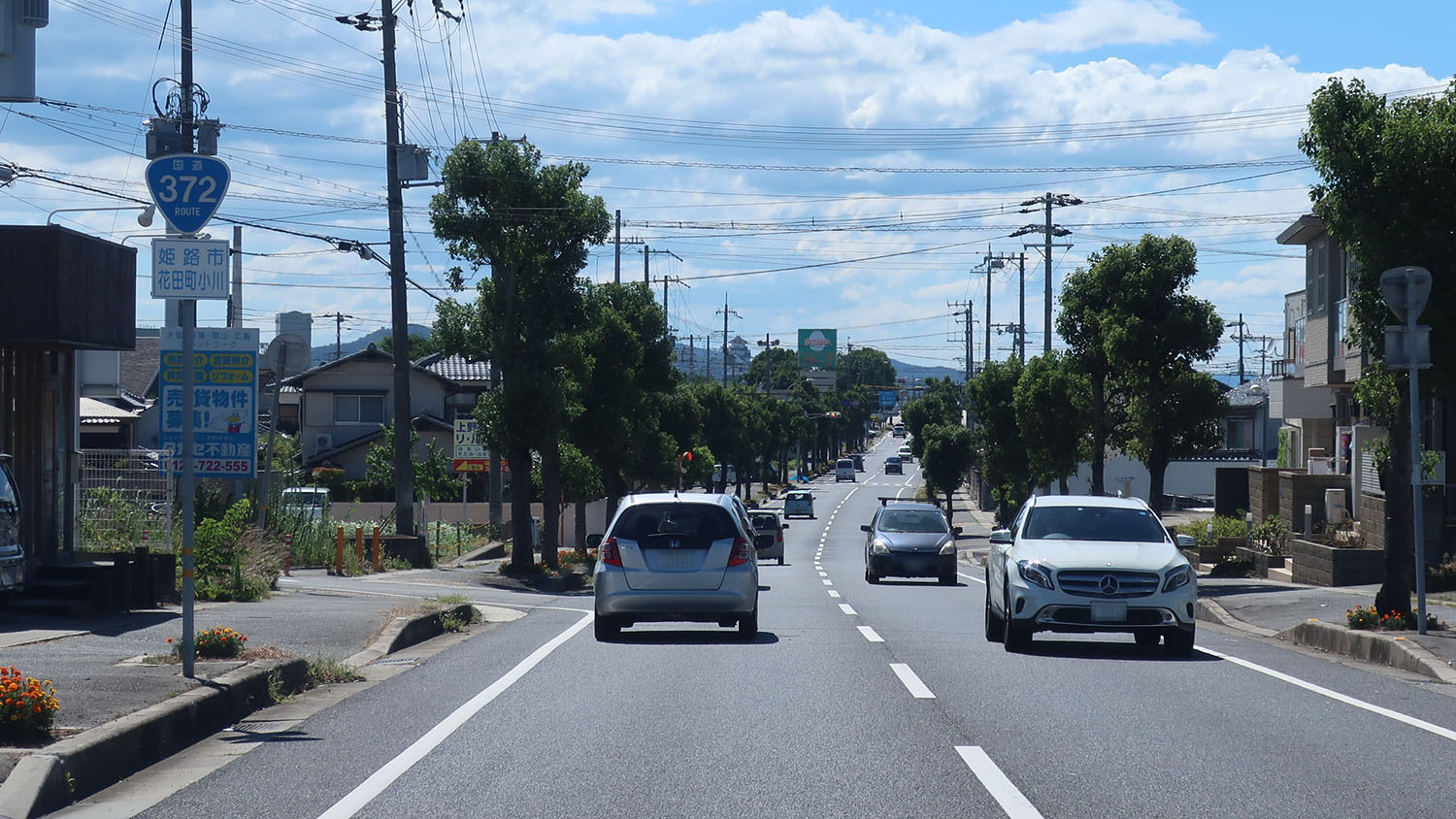
兵庫県姫路市花田町小川